# Acanthodoxus
Acanthodoxus is een kevergeslacht uit de familie van de boktorren (Cerambycidae). De wetenschappelijke naam van het geslacht werd voor het eerst geldig gepubliceerd in 1974 door Martins & Monné.

## Soorten
Acanthodoxus omvat de volgende soorten:
- Acanthodoxus delta Martins & Monné, 1974
- Acanthodoxus machacalis Martins & Monné, 1974